# Бонневи, Мария
Анна Мария Сесилия Бонневи (швед. Anna Maria Cecilia Bonnevie; род. 26 сентября 1973 года, Вестерос, Швеция) — шведско-норвежская актриса театра и кино.

## Биография
Из семьи актёров, отец — швед, мать — норвежка. В 1997 году окончила Шведскую национальную академию актёрского и пластического искусства в Стокгольме. В том же году дебютировала в Королевском драматическом театре.
Мария Бонневи — одна из самых популярных актрис в Королевском драматическом театре в Стокгольме, на сцене которого она не раз появлялась в драмах Ибсена и Стриндберга, в постановках Ингмара Бергмана. Обладательница премии Аманда и приза Монреальского фестиваля 2002 года в номинации «Лучшая женская роль» за картину «Я — Дина» режиссёра Оле Борнедаля по роману Хербьёрг Вассму «Книга Дины». Исполнила одну из главных ролей в фильме Андрея Звягинцева «Изгнание» (2007). Входила в жюри МКФ в Карловых Варах (2009).
Живёт в Осло.

## Фильмография
- 1991 — Король-медведь / Kvitebjørn Kong Valemon — принцесса
- 1991 — Белый викинг / Hvíti víkingurinn — Эмбла
- 1993 — Телеграфист — Пернилль
- 1996 — Иерусалим / Jerusalem — Гертруд
- 1997 — Бессонница / Insomnia — Ане
- 1999 — Тринадцатый воин / The 13th Warrior — Ольга, прислужница
- 1999 — / Tsatsiki, morsan och polisen — Элин
- 2001 — / Syndare i sommarsol — Эвелин
- 2001 — Стрекоза / Syndere i sommersol — Мария
- 2001 — / Hr. Boe & Co.'s Anxiety — Ксения
- 2002 — Падающее небо — Юни (норв. Juni)[1]
- 2002 — Я — Дина / Jeg er Dina — Дина
- 2003 — / Mamma, pappa, barn — Ребекка
- 2003 — Реконструкция / Reconstruction — Симона/Аме
- 2003 — Меня зовут Дэвид / I Am David — мать Дэвида
- 2004 — День и ночь / Dag og natt — Сара
- 2004 — Три солнца / Trusselen — Эмма
- 2004 — Угроза — Ингер Брунелл
- 2006 — Изгнание — Вера
- 2008 — Об этом не знает никто / Det som ingen ved — Урсула
- 2009 — Ангел / Engelen — Лея (во взрослом возрасте)
- 2012 — Влюблённые / Belle du Seigneur — Изольда
- 2012 — Det viktigste er forbi — Янне
- 2014 — Второй шанс / En chance til — Анна
- 2015 — Пробуждающая совесть/ Skammerens datter — Мелуссина
- 2018 — Быть Астрид Линдгрен / (Swedish: Unga Astrid, Danish: Unge Astrid) — Ханна Эриксон, мать Астрид
- 2018 — Феникс / Føniks — Астрид
- 2019 — Пробуждающая совесть 2: Дар змеи/ Skammerens datter II: Slangens gave — Мелуссина
- 2020 — Ещё по одной — Аника